# Chrysobalanaceae
Chrysobalanaceae is een botanische naam, voor een familie van tweezaadlobbige planten. Een familie onder deze naam wordt de laatste decennia universeel erkend door systemen voor plantentaxonomie, en ook door het APG-systeem (1998) en het APG II-systeem (2003).
In APG II kent de familie twee verschillende omschrijvingen:
- sensu stricto (de traditionele omschrijving)
- sensu lato, inclusief de planten die anders de families Dichapetalaceae, Euphroniaceae en Trigoniaceae zouden vormen.

Het gaat om een niet al te grote familie van enkele honderden soorten houtige planten, in de tropen.
In het Cronquist-systeem (1981) is de plaatsing in de orde Rosales; dit is dezelfde plaatsing als in het Wettstein-systeem (1935).